# Tehnološka fakulteta v Novem Sadu
Tehnološka fakulteta (izvirno srbsko Tehnološki fakultet u Novom Sadu), s sedežem v Novem Sadu, je fakulteta, ki je članica Univerze v Novem Sadu.
Trenutni dekan je prof. dr. Radomir Malbaša. 